# Pico Ruivo
El pico Ruivo (pico Rojo, en portugués) es un pico ubicado en el municipio de Santana, en la Región Autónoma de Madeira, Portugal. Con 1.862 metros de altitud es la montaña más alta del archipiélago de Madeira, además es la tercera montaña más alta de Portugal, superado solamente por la Montanha do Pico en las Azores, y la Serra da Estrela en el Portugal continental.
Para acceder al pico se debe llegar a pie desde el pico do Arieiro (el tercero más alto de la isla) o desde Achada do Teixeira.

## Fauna y flora

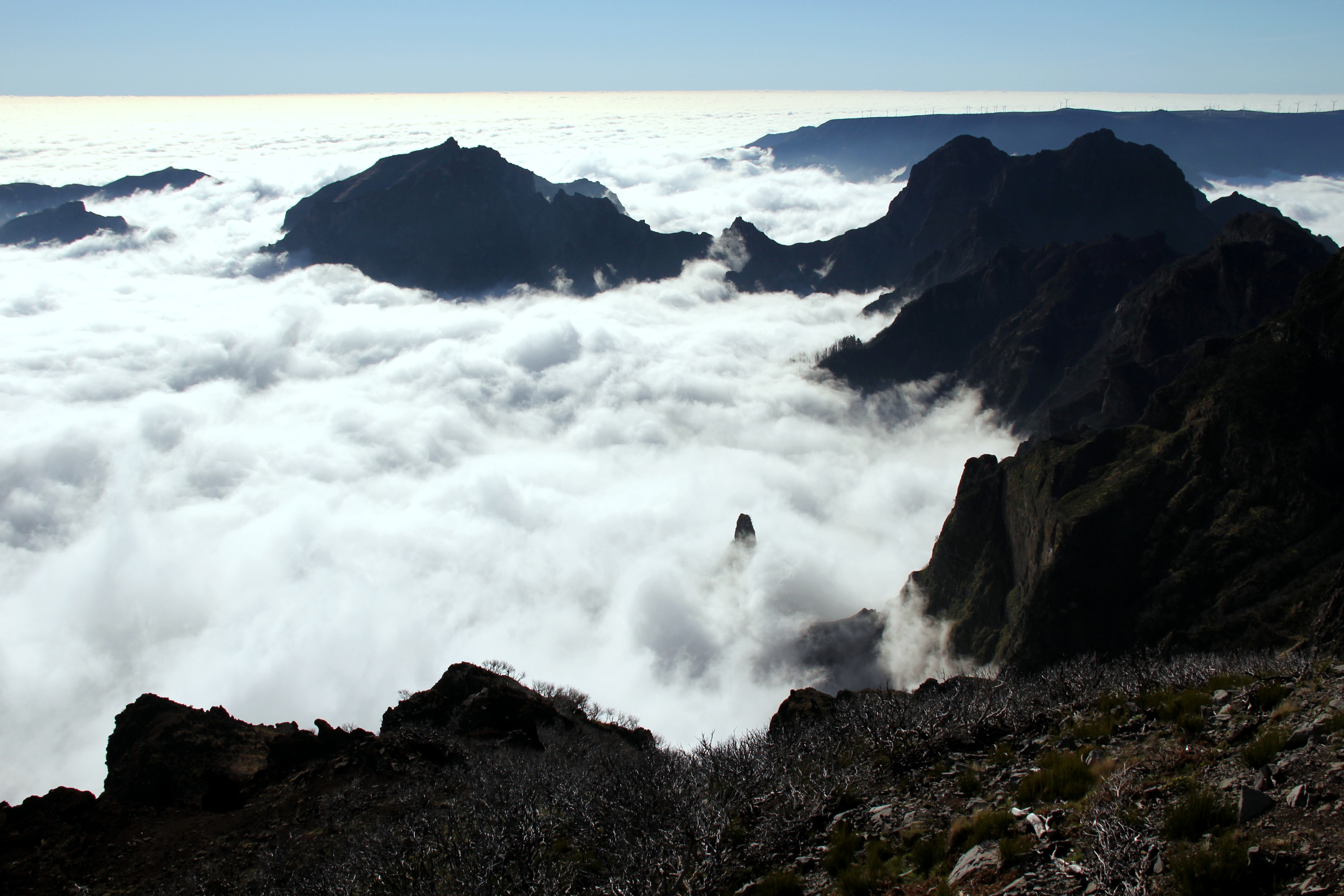
El macizo central de Madeira, en el que se encuentra el pico Ruivo.

El principal tipo de vegetación del pico es el brezo, seguido de escasa vegetación, principalmente subarbustos. Cubriendo la cumbre, algunos brezos blancos muestran troncos nudosos y copas asimétricas. Una de las características más importantes de esta altura es la existencia de pequeños núcleos de brezo con arbustos y árboles. A lo lejos, su forma y su distribución en el suelo se asemejan a manchas de encina.
En el pico, un elemento de gran importancia paisajista es la roca. Gran parte de la flora antes mencionada, así como un número importante de helechos, musgos y líquenes son rupícolas y/o fissurícolas (viven en las grietas de las rocas o directamente sobre éstas).
Entre la fauna observable en el pico se pueden encontrar aves como el mirlo común, pinzón vulgar, pardillo común, perdiz roja y el reyezuelo de Madeira, este último conocido localmente como bis-bis. Estas aves se pueden observar incluso en los puntos más altos del pico ya que se han adaptado al páramo.
Hasta hace unos años, se utilizaron las laderas del pico para  explotación de ganado caprino, ovino y bovino. Sin embargo, para protección del medio ambiente, así como para la especial protección de especies amenazadas como el petrel Freira (Pterodroma madeira) y de distintos tipos de hortalizas y vegetación de altitud, se prohibió esta práctica, lo que ha permitido la recuperación de toda la zona del pico y sus alrededores.